# Дробово-лінійне перетворення
Дробово-лінійне перетворення або дробово-лінійне відображення — це відображення комплексного простору на себе, яке здійснюється дробово-лінійними функціями.

## Формальне визначення
Дробово-лінійне перетворення — це невироджене відображення комплексного простору на себе
{\displaystyle \mathbb {C} ^{n}\to \mathbb {C} ^{n}:z\to w,} {\displaystyle z=(z_{1},z_{2},\dots ,z_{n}),}
{\displaystyle w=(w_{1},w_{2},\dots ,w_{n})=(L_{1}(z),L_{2}(z),\dots ,L_{n}(z)),}
здійснюване дробово-лінійними функціями
{\displaystyle L_{k}(z)={\frac {a_{1k}z_{1}+a_{2k}z_{2}+\cdots +a_{nk}z_{n}+b_{k}}{c_{1k}z_{1}+c_{2k}z_{2}+\cdots +c_{nk}z_{n}+d_{k}}},} {\displaystyle k=1,2,\dots ,n,}
де {\displaystyle z_{1},z_{2},\dots ,z_{n}} — комплексні змінні, {\displaystyle a_{1k},a_{2k},\dots ,a_{nk},}{\displaystyle c_{1k},c_{2k},\dots ,c_{nk},}{\displaystyle b_{k},d_{k}} — комплексні коефіцієнти,
{\displaystyle |c_{1k}|+|c_{2k}|+\dots +|c_{nk}|+|d_{k}|>0}.
У разі комплексної площини {\displaystyle \mathbb {C} ^{1}=\mathbb {C} } отримуємо відмінне від константи відображення вигляду
{\displaystyle \mathbb {C} \to \mathbb {C} :z\to w=L(z)={\frac {az+b}{cz+d}},}
де {\displaystyle ad-bc\neq 0}.